# Hanjiangita
La hanjiangita és un mineral de la classe dels silicats. Rep el nom del riu Han (en xinès: Hanjiang), l'afluent més gran del riu Iang-Tsé, a la República Popular de la Xina. El riu Han travessa la localitat tipus d'aquesta espècie.

## Característiques
La hanjiangita és un fil·losilicat de fórmula química Ba₂CaV3+Al(H₂AlSi₃O₁₂)(CO₃)₂F. Va ser aprovada com a espècie vàlida per l'Associació Mineralògica Internacional l'any 2009. Cristal·litza en el sistema monoclínic. La seva duresa a l'escala de Mohs és 4.

## Formació i jaciments
Va ser descoberta a la República Popular de la Xina, concretament a la mina Shiti, situada al districte de Hanbin, a Ankang, dins la província de Shaanxi. En aquesta mina de barita han estat descrites una vintena d'espècies, sent la localitat tipus de la hanjiangita i l'únic indret de tot el planeta on ha estat descrita aquesta espècie mineral.